# Flughafen Grenchen

i7
i11
i13

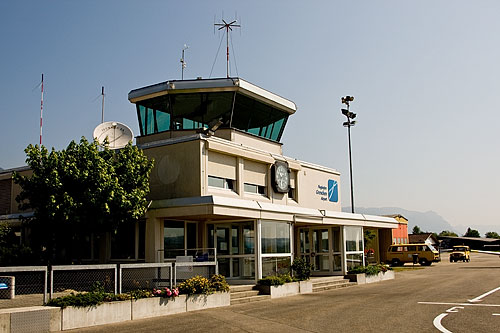
Turm des Flugplatz

Der Flughafen Grenchen (ICAO-Code: LSZG) ist ein Regionalflughafen in Grenchen im Kanton Solothurn.

## Flugbetrieb
Mit 74'491 Flugbewegungen ist er unter diesem Aspekt nach Zürich, Basel und Genf der viertgrösste Flugplatz der Schweiz – nach der Zahl der Passagiere kommt er aber erst an siebter Stelle. Die fliegerischen Tätigkeiten beschränken sich mehrheitlich auf Ausbildung, Geschäftsflüge, Rundflüge, Modellflüge, Segelflüge und Fallschirmabsprünge. Über die Hälfte der Flugbewegungen entfallen dabei auf die Ausbildung von Piloten. Swiss Aviation Training Ltd. (SAT), Trainingsprovider der SWISS, bildet die angehenden Linienpiloten im Sicht- und Instrumentenflug auf Diamond DA 40 und Diamond DA42 in Grenchen aus.
Der Flugplatz ist ganzjährig tagsüber geöffnet und hat eine Zollabfertigung sowie drei Hangars. Während der Winterzeit ist der Flugplatz jeweils am Mittwoch bis 20:00 Uhr für Nachtflüge geöffnet. Der neue Hangar Ost mit Solaranlage auf dem Dach wurde 2009 eingeweiht. Im Jahr 2006 wurden 2684 internationale Flüge in Grenchen verzeichnet.

## Geschichte
Am 12. April 1931 landete der Militärpilot Ernst Knab das erste Flugzeug auf dem neu erstellten Flugplatz. Damit wurde die Uhrenmetropole Grenchen nach nur zweieinhalb Monaten Vorbereitungszeit auch zum Flugplatzstandort, dies auch darum, weil in der Krise ab 1931 Umschulungen für Uhrmacher eingeleitet worden waren: Dahinter stand auch der Industrielle Adolf Schild, der sich für einen Flugplatz eingesetzt hatte. Im Jahr 1931 kam Willi Farner als technischer Leiter der von Kanton und Bund subventionierten Umschulungskurse für arbeitslose Uhrmacher nach Grenchen und gründete drei Jahre später ein Flugzeugbauunternehmen, die heutige Farner Aviation.
Am 10. Mai 1931 wurde die Graspiste eingeweiht, und bereits am 26. Juli 1931 bestaunten 10'000 Besucher die fliegerischen Vorführungen, unter anderem mit einer Dewoitine-Staffel.
Seit der Eröffnung und während des Zweiten Weltkrieges wurde der Flugplatz oft vom Militär benutzt, vor allem für Wiederholungskurse und dann während des Aktivdienstes vom September 1939 bis September 1940 von den Fliegerkompanien 11 und 12.
Nachdem zwei Anläufe zum weiteren Ausbau des Flugplatzes gescheitert waren, stimmten die Eidgenössischen Räte im März 1970 der Subventionierung des Baus einer Hartbelagpiste zu. Diese konnte am 4. Dezember 1970 eröffnet werden.
1971 erhielt der Flugplatz erstmals eine eidgenössische Konzession als öffentlicher Flughafen, die bis 2001 galt und dann wieder um 30 Jahre verlängert wurde.
2007 übernahm Skyguide die örtliche Flugverkehrsleitung. Grenchen ist einer von insgesamt 14 Standorten des Unternehmens.
Der Verein Hangar31 wurde 2014 gegründet und 2022 aufgelöst. Er hatte die D-26 "Stadt Grenchen" nach Grenchen zurückgeholt und betrieben. Dieses Flugzeug trug die Nummer 286 und war im Luftfahrtregister als HB-RAG eingetragen. Nach dem Dienst bei der Flugwaffe hatte das Flugzeug von 1948 bis 1964 in Grenchen Segelflugzeuge geschleppt. Nach der Rückkehr nach Grenchen 2015 musste das Flugzeug nach einem Kopfstand im Jahr 2016 repariert werden. Am 1. September 2018 landete der Pilot das Flugzeug in Thun mit einem Motorschaden an der Kurbelwelle. Danach wurde das Flugzeug verkauft.
2024 kostete die Flugsicherung 4,9 Millionen Franken. Der Bund will davon wegen des Entlastungpakets 2027 in Zukunft nur noch einen Bruchteil bezahlen.

## Zwischenfälle
- Am 11. September 2023 stürzte beim Anflug auf den Flughafen Grenchen ein Kleinflugzeug ab, die beiden Personen an Bord kamen ums Leben.[18]

- Am 18. Februar 2024 stürzte ein Flugzeug des am Flughafen Grenchen stationierten Fallschirmvereins Skydive Grenchen in der Nähe des Flughafens ab. Mindestens ein Teil der elf an Bord befindlichen Fallschirmspringer hatten die Maschine vom Typ PAC P-750 XSTOL schon vor dem Notruf planmässig verlassen, der Rest spätestens danach, der Pilot kam beim Absturz ums Leben.[19] Ein im März 2024 veröffentlichter Vorbericht der Schweizerische Sicherheitsuntersuchungsstelle SUST erwähnte, dass sich der Reservefallschirm eines Springers noch am Flugzeug unbeabsichtigt geöffnet habe und der Springer anschliessend mit dem Höhenleitwerk des Flugzeugs kollidiert sei, wodurch dieses abgerissen wurde und das Flugzeug manövrierunfähig wurde. Der Schlussbericht der SUST wird frühestens im Jahr 2025 erwartet.[20][21]

## Weblinks

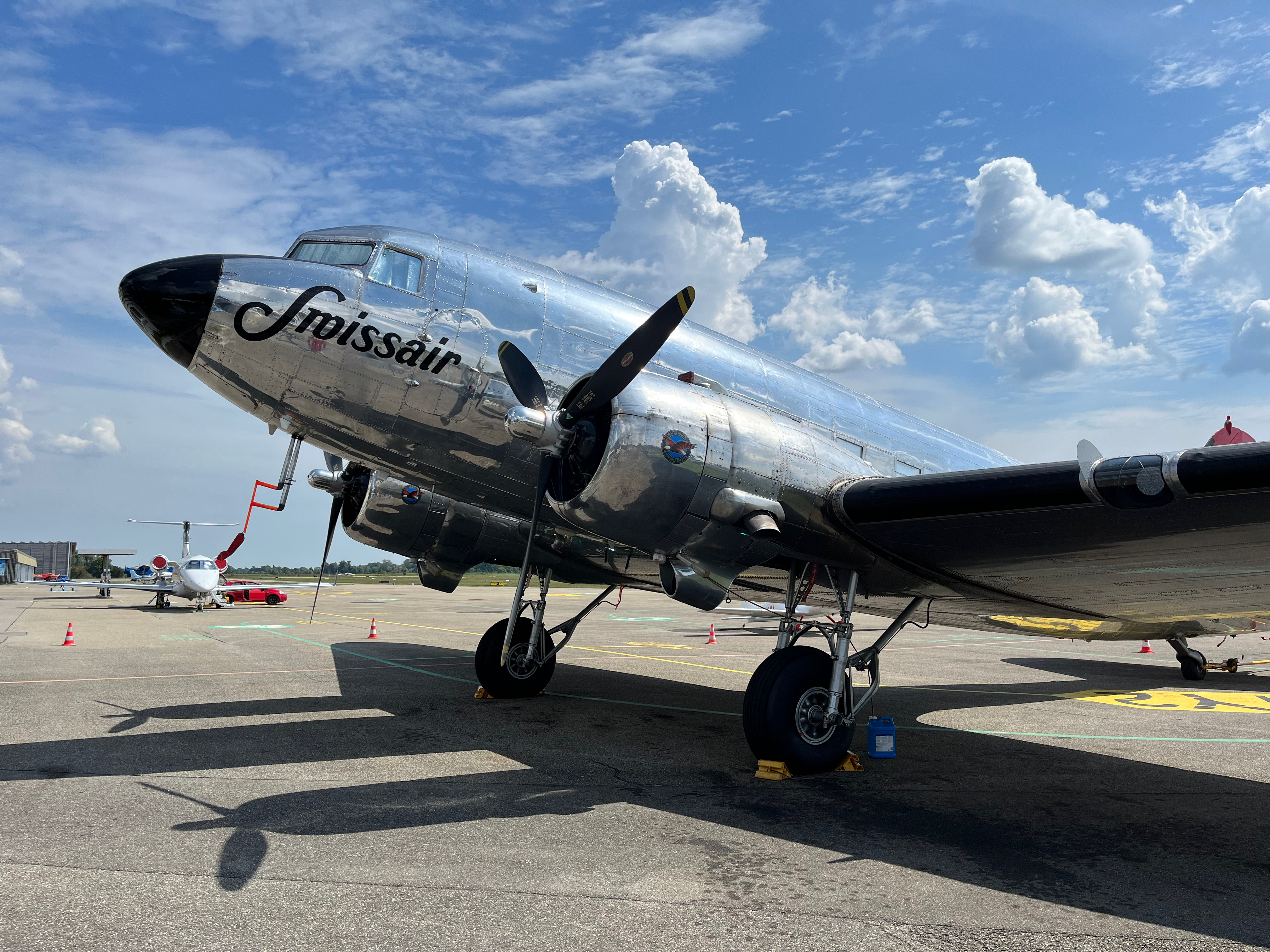
In Grenchen stationierte Douglas DC-3 (N431HM) in Retro-Swissair-Farben